# Londyn w ogniu
Londyn w ogniu (tytuł oryg. London Has Fallen) – brytyjsko–amerykańsko–bułgarski film akcji w reżyserii Babaka Najafiego, którego premiera odbyła się 1 marca 2016 roku.
Zdjęcia do filmu były realizowane od 24 października 2014 roku do kwietnia 2015 roku w Sofii, Londynie i Slough.
Film zarobił 205 754 447 dolarów.

## Fabuła[6]
Londyn w ogniu to kontynuacja wcześniejszego filmu pt. „Olimp w ogniu”. 
Na pogrzeb zmarłego Premiera Wielkiej Brytanii zostają zaproszeni najważniejsi przywódcy świata, w tym Prezydent Stanów Zjednoczonych Benjamin Asher, którego na delegacji ochraniał agent Secret Service Mike Banning (Gerard Butler). Ta z pozoru normalna uroczystość okazuje się ogromnym zamachem na głowy państw, których wielu udaje się zabić. Prezydentowi USA udaje się uciec, ale konwój eskortujący zostaje zniszczony przez terrorystów. Od tej pory Banning musi sam ochraniać prezydenta i uciekać po Londynie przed ścigającymi ich terrorystami dowodzonymi przez Aamira Barkawiego oraz jego syna Kamrana. Udaje im się odnaleźć komórkę MI6 oraz agentkę, która stara się odkryć, kto za to odpowiada.

## Obsada
Źródło: Filmweb

- Gerard Butler – Mike Banning
- Aaron Eckhart – Benjamin Asher
- Morgan Freeman – wiceprezydent Allan Trumbull
- Radha Mitchell – Leah Banning
- Angela Bassett – Lynne Jacobs
- Alon Aboutboul – Aamir Barkawi
- Waleed Zuaiter – Kamran Barkawi
- Melissa Leo – Sekretarz Obrony Ruth McMillan
- Jackie Earle Haley – zastępca szefa sztabu Mason